# Království květin
Království květin je český animovaný televizní seriál z roku 1993 poprvé vysílaný v rámci večerníčku v prosinci téhož roku. Seriál vznikl na základě knihy Království květin belgického spisovatele Maurice Carêmeho. Současně se seriálem vznikl i stejnojmenný film.
Scénář připravili Jarmila Turnovská, Libuše Koutná a Josef Lamka, který se současně ujal režie. V seriálu si zahrála živá herečka, byla jí Lucie Vondráčková, všechny ostatní postavy byly loutky a namluvili je Milena Dvorská, Libuše Havelková, Aťka Janoušková, Věra Kubánková, Naďa Konvalinková, Stella Zázvorková, Vlastimil Bedrna, Jiří Bruder a Roman Skamene. V rámci seriálu bylo připraveno 8 epizod, v délce mezi 9 a 10 minutami.

## Další tvůrci
- Námět: Maurice Carême
- Animátor: Marie Veverková, Martin Kublák
- Střih: Marie Zemanová, Jana Malásková
- Střih záznamu: Marie Maršálková, Mirko Veselý
- Zvuk: Miroslav Eliáš, Ivo Špalj
- Dramaturgie: Eva Povondrová
- Vedoucí výroby: Zuzana Pavlů
- Výtvarník: Dagmar Berková,
- Výtvarná spolupráce: Hana Lamková, Josef Podsedník

## Úvod do děje
Hlavní postavou je Anička, která byla pozvána Vlčím mákem do Království květin za to, že květinám neublížila. Setkává se s reportérem Růžového plátku, je předvedena před královnu Floru a zažije krásná a napínavá dobrodružství…

## Seznam dílů
1. Na pozvání vlčího máku
2. Ples růží
3. Pronásledování
4. Tajemství studny
5. V zajetí
6. Na útěku
7. Velký labyrint
8. Cesta domů